# 1976 Голяма награда на ЮАР
1976 Голяма награда на ЮАР е 13-о за Голямата награда на Южна Африка и втори кръг от сезон 1976 във Формула 1, провежда се на 6 март 1976 година на пистата Киалами, ЮАР.

## Репортаж
Голямата новина преди началото на ГП на ЮАР, е свързана с изненадващото напускане на Рони Петерсон от отбора на Лотус. След видимо разочароващ минал сезон, самия швед се представи под възможното в първото състезание за сезон 1976 в Сао Пауло, което е достатъчно на Рони да поиска Колин Чапман да го освободи. Бившият му отбор Марч, бързо го наеха на мястото на Лела Ломбарди, а Виторио Брамбила трябваше да преотстъпи мястото си като водещ състезател.
Ферари както винаги присъстват с миналогодишните болиди, въпреки че вече имат на разположение и новите 312T2 за Ники Лауда и Клей Регацони. Докато Лотус продължиха с техния болид 77, не само Петерсон но и Марио Андрети също напусна в посока Парнели и тимът трябваше да назначи изцяло нов пилотски състав. Марч от своя страна поискаха от Лотус да назначи Гунар Нилсон, като част от компенсацията. Той ще бъде съотборник на бившия пилот на БРМ, Боб Еванс.
Съртис се появиха за първи път този сезон с новия TS19, като само един от тях е предназначен за Брет Лънгър, който носи със себе си подкрепата от спонсора Честърфийлд, докато Алън Джоунс трябваше да почака до третия старт в шампионата. Инсайн също се появиха но с болида от 1974 за Крис Еймън, докато новия N176 все още не е готов, а N175 е обзет от холандския спонсор HB Bewaking. Хескет е последния отбор който се появи също за първи път в колоната като са с един от оригиналните болиди, предназначени за Харалд Ертъл. Уилямс както винаги са собственици на Хескет 308C, вече преименувано на Уилямс FW05 като втория екземпляр е готов за Мишел Леклер заедно с Джаки Икс. Отборът на Фитипалди решиха да участват само с лидера си Емерсон Фитипалди, докато БРМ изчезнаха от колоната, след като спонсорите на Иън Ашли се оттеглиха заради лошото представяне на тима в Бразилия. Единственият местен участник, който е записан в списъка е Иън Шектър и Лексингтън Рейсинг, който са собственици на Тирел 007, докато местните серии ще сменят болидите с тези от Формула 2.

### Квалификация
Джеймс Хънт продължи уверената си форма от Интерлагос с поредна пол-позиция, изпреварвайки Лауда (който използваше нова конфигурация на предното крило, преди отбора да реши да смени със стария дизайн) с десета от секундата. Потенциалът на новото Пенске помогна на Джон Уотсън да се класира трети, пред Йохен Мас, който се намира в добра форма зад волана на втория Макларън, Виторио Брамбила, Патрик Депайе, Том Прайс, Жак Лафит, Регацони и Петерсон. Брабам както и Лотус отново имаха труден уикенд, като Карлос Паче и Карлос Ройтеман се класираха зад Тирел-а на Джоди Шектър, докато двамата неопитни пилоти окупираха последните места в решетката.

### Състезание
Хънт направи лош старт, докато Лауда се възползва от чистата част на трасето и поведе колоната към първия завой, докато Брамбила се пъхна между Лауда и Хънт. Виждаше че оранжевият Марч на италианеца няма шанс срещу Ферари-то, докато от друга страна се защитаваше от потенциална атака на двата Макларън-а. Хънт и Мас все пак успяха да го изпреварят, докато Лауда вече е на повече от секунда пред останалите. Уотсън се свлече надолу в колоната заради износена гума, докато Иън Шектър стана първата жертва в състезанието, след контакт с Уилямс-а на Леклер.
Петерсон, Депайе и Ройтеман се бореха за петата позиция и те също застигнаха Брамбила. Депайе и Петерсон обаче се докоснаха в 15-а обиколка, след като французина загуби контрол върху машината си в първия завой, а Петерсон си повреди задна дясна гума, след контакт със задната дясна на французина. Шведът отпадна надпреварата моментално, докато Депайе се върна в състезанието, и почти повлече със себе си Еймън. Брабам-ите също напуснаха с един и същ проблем с горивното налягане, докато дебютът на Нилсон е преустановено по-рано с повреда в съединителя.
Нещата се поуспокоиха в 25-а обиколка, като Лауда води комфортно пред Хънт, който се откъсна от съотборника си. Прайс се изкачи до четвърто място пред Регацони, докато Брамбила се свлече до шесто място пред Джоди Шектър и Лафит. Лижие-то скоро изпревари Тирел-а, започвайки атаките срещу Брамбила преди двигателя му да откаже, а няколко обиколки по-късно със същия проблем, нокаутира и Регацони.
Емерсон не успя да се придвижи напред в колоната, преди двигателя му да се предаде в 70-а обиколка, но истинското вълнение е проблема на една от задните гуми в болида на Лауда. Хънт успя да намери нужната му скорост, но голямата разлика между двамата пилоти обаче не застраши сериозно водещото Ферари.
С две победи от първите два старта, и с 12-точкова преднина Лауда се намираше в перфектна форма. Хънт финишира на 1.3 секунди зад австриеца, докато Мас финишира на почти 45 секунди от англичанина. Шектър е последният пилот който завърши с обиколката на лидера, но проблем с Шадоу-а на Прайс принуди уелсеца да влезе в бокса за бърза поправка, която го свлече зад местата даващи точки. Уотсън е на пета позиция с обиколка назад, следван от Андрети, видимо недоволния Прайс, Брамбила (който трябваше да спре за презареждане с гориво), Депайе, Еванс (който направи всичко възможно, за да даде за отбора на Лотус първото финиширало състезание), Лънгър, Ханс-Йоахим Щук, Леклер, Еймън (като и той също имаше шанс да спечели точки, ако не е теч в маслото на неговия Инсайн), Ертъл и Икс.
Веднага след края на състезанието, Кен Тирел протестира използването на бидона за презареждането с гориво, Марч-а на Брамбила в опит да придвижи напред Депайе, но тъй като имаше ангажименти в Англия, той напусна трасето и остави Шектър (който планираше да остане в родината си за няколко дни) да занесе писмото до стюардите. Те обаче видяха, че писмото е нелегално и го изпратиха обратно в Англия, което означава че Макс Моузли не е повикан, за да изкаже неговата гледна точка.

## Класиране
| Поз | No | Пилот             | Конструктор       | Обиколки | Време/Отпадане | Място | Точки |
| --- | -- | ----------------- | ----------------- | -------- | -------------- | ----- | ----- |
| 1   | 1  | Ники Лауда        | Ферари            | 78       | 1:42:18.4      | 2     | 9     |
| 2   | 11 | Джеймс Хънт       | Макларън-Форд     | 78       | + 1.3          | 1     | 6     |
| 3   | 12 | Йохен Мас         | Макларън-Форд     | 78       | + 45.9         | 4     | 4     |
| 4   | 3  | Джоди Шектър      | Тирел-Форд        | 78       | + 1:08.4       | 12    | 3     |
| 5   | 28 | Джон Уотсън       | Пенске-Форд       | 77       | + 1 Об.        | 3     | 2     |
| 6   | 27 | Марио Андрети     | Парнели-Форд      | 77       | + 1 Об.        | 13    | 1     |
| 7   | 16 | Том Прайс         | Шадоу-Форд        | 77       | + 1 Об.        | 7     |       |
| 8   | 9  | Виторио Брамбила  | Марч-Форд         | 77       | + 1 Об.        | 5     |       |
| 9   | 4  | Патрик Депайе     | Тирел-Форд        | 77       | + 1 Об.        | 6     |       |
| 10  | 5  | Боб Еванс         | Лотус-Форд        | 77       | + 1 Об.        | 23    |       |
| 11  | 18 | Брет Лънгър       | Съртис-Форд       | 77       | +1 Об.         | 20    |       |
| 12  | 34 | Ханс-Йоахим Щук   | Марч-Форд         | 76       | + 2 Об.        | 17    |       |
| 13  | 21 | Мишел Леклер      | Волф-Уилямс-Форд  | 76       | + 2 Об.        | 22    |       |
| 14  | 22 | Крис Еймън        | Инсайн-Форд       | 76       | + 2 Об.        | 18    |       |
| 15  | 24 | Харалд Ертъл      | Хескет-Форд       | 74       | + 4 Об.        | 24    |       |
| 16  | 20 | Джеки Икс         | Волф-Уилямс-Форд  | 73       | + 5 Об.        | 19    |       |
| 17  | 30 | Емерсон Фитипалди | Фитипалди-Форд    | 70       | Двигател       | 21    |       |
| Отп | 2  | Клей Регацони     | Ферари            | 52       | Двигател       | 9     |       |
| Отп | 26 | Жак Лафит         | Лижие-Матра       | 49       | Двигател       | 8     |       |
| Отп | 17 | Жан-Пиер Жарие    | Шадоу-Форд        | 28       | Радиатор       | 15    |       |
| Отп | 8  | Карлос Паче       | Брабам-Алфа Ромео | 22       | Налягане-масло | 14    |       |
| Отп | 6  | Гунар Нилсон      | Лотус-Форд        | 18       | Съединител     | 25    |       |
| Отп | 7  | Карлос Ройтеман   | Брабам-Алфа Ромео | 16       | Налягане-масло | 11    |       |
| Отп | 10 | Рони Петерсон     | Марч-Форд         | 15       | Инцидент       | 13    |       |
| Отп | 15 | Иън Шектър        | Тирел-Форд        | 0        | Инцидент       | 16    |       |

## Класирането след състезанието
| Поз | Пилот           | Точки |
| --- | --------------- | ----- |
| 1   | Ники Лауда      | 18    |
| 2   | Патрик Депайе   | 6     |
| 3   | Джеймс Хънт     | 6     |
| 4   | Йохен Мас       | 5     |
| 5   | Джоди Шектър    | 5     |
| 6   | Том Прайс       | 4     |
| 7   | Ханс-Йоахим Щук | 3     |
| 8   | Джон Уотсън     | 2     |

| Поз | Конструктор   | Точки |
| --- | ------------- | ----- |
| 1   | Ферари        | 18    |
| 2   | Тирел-Форд    | 9     |
| 3   | Макларън-Форд | 7     |
| 4   | Шадоу-Форд    | 4     |
| 5   | Марч-Форд     | 3     |
| 6   | Пенске-Форд   | 2     |
| 7   | Парнели-Форд  | 1     |